# Witalij Hanczew
Witalij Kostiantynowycz Hanczew (ukr. Віталій Костянтинович Ганчев; ur. 24 maja 1975 w Charkowie) – ukraiński polityk i funkcjonariusz w stopniu podpułkownika, związany następnie z Ługańską Republiką Ludową. Od 3 czerwca do września 2022 de facto p.o. gubernatora (szef Charkowskiej Wojskowo-Cywilnej Administracji) okupowanej przez Rosję części obwodu charkowskiego (z siedzibą w Kupiańsku, potem w Wołczańsku).

## Życiorys
W 2008 został absolwentem Narodowej Akademii Spraw Wewnętrznych w Kijowie. Służył w Ministerstwie Spraw Wewnętrznych, od 2011 zatrudniony w biurze zajmującym się obywatelstwem i imigracją. W 2013 został zastępcą szefa Milicji w rejonie dergackim, najpierw w randze majora, a następnie podpułkownika. W 2014 udzielił poparcia prorosyjskim separatystom, przeszedł na stronę Ługańskiej Republiki Ludowej. Kierował departamentem bezpieczeństwa ekonomicznego resortu spraw wewnętrznych ŁRL w rejonie żowtnewym (północno-wschodnia część miasta Ługańsk), również w stopniu podpułkownika.
W 2022 poparł rosyjską inwazję na Ukrainę, przyłączył się do niej na odcinku charkowskim. Pod koniec marca 2022 osiadł w Wołczańsku, następnie w Kupiańsku. Od kwietnia 2022 de facto sprawował z poparciem Rosjan funkcję szefa rządu obwodu charkowskiego (jego części zajętej przez Rosjan z siedzibą w Kupiańsku). Formalnie powołany na to stanowisko jako pełniący obowiązki na początku czerwca 2022 (w kontrze do Olega Sinegubowa).
Podjął działania zbliżające ten region z Ługańską Republiką Ludową i Rosją (w tym według części źródeł do przyłączenia go do Rosji), ponadto ustanowił nową flagę i godło oraz język rosyjski jako urzędowy. 19 sierpnia 2022 na jego pierwszego zastępcę i faktycznego premiera tego obszaru został powołany Andriej Aleksiejenko. Ok. 8 września administracja została przniesiona do Wołczańska, jednak ok. 10 września Rosjanie opuścili także to miasto. Wkrótce później Hanczew zbiegł na terytorium Rosji.